# ソニー・ピクチャーズ・スタジオ

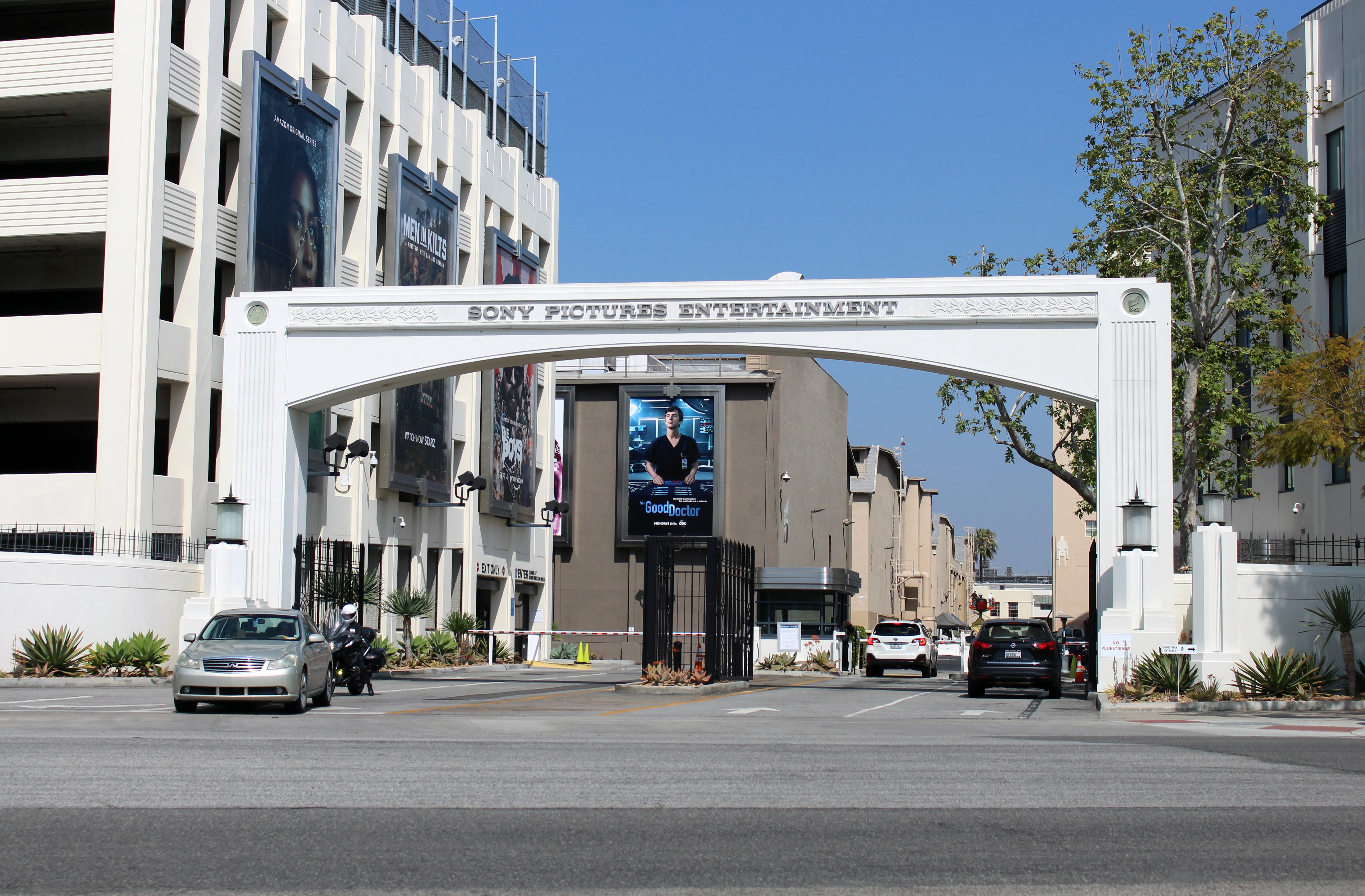
ソニー・ピクチャーズ・スタジオの入り口

ソニー・ピクチャーズ・スタジオ（Sony Pictures Studios）は、アメリカのテレビ・映画スタジオで、カリフォルニア州カルバーシティのウエスト・ワシントン・ブルバード10202番地に位置し、カルバー・ブルバード（南）、ワシントン・ブルバード（北）、オーバーランド・アベニュー（西）、マディソン・アベニュー（東）に囲まれている。1912年に設立されたこの施設は、現在ソニー・ピクチャーズが所有しており、コロンビア ピクチャーズ、トライスター ピクチャーズ、スクリーン ジェムズなど、同部門の映画スタジオが入居している。1924年から1986年まではメトロ・ゴールドウィン・メイヤー、1986年から1989年まではロリマー・テレピクチャーズのスタジオとして使用されていた。
この施設で撮影された映画だけでなく、いくつかのテレビ番組がここで生放送されたり、収録されたりした。毎日のスタジオツアーで一般公開されているこの土地には、現在、合計16のサウンドステージがある。

## 収録された番組

### トークショー
- Donny & Marie（1998–2000）
- The Queen Latifah Show（2013–2015）
- Chelsea（2016–2017）

### ゲームショー
- ホイール・オブ・フォーチュン（1995–現在）
- ジェパディ！（1994–現在）
- Wheel 2000（1997–1998）
- Jep!（1998–1999）
- Rock & Roll Jeopardy!（1998–2001）
- Pyramid（2002–2004）
- American Gladiators（2008年のリバイバル、シーズン1のみ）
- Are You Smarter than a 5th Grader?（2010–2011）
- Sports Jeopardy!（2015–2016）
- The Joker's Wild（2017–2019）
- Who Wants to Be a Millionaire（2020–現在）
- The Celebrity Dating Game（2021–現在）

### シットコム
- Cavemen (2007)
- The King of Queens（1998–2007）
- Living with Fran（2005–2006）
- Married... with Children（1994–1997）
- That's My Bush!（2001）
- Rules of Engagement（2007–2013）
- 'Til Death（2006–2010）
- それいけ! ゴールドバーグ家（2013–現在）
- Dr. Ken（2015–2017）
- One Day at a Time（2017–2020）
- Live in Front of a Studio Audience（2019年スペシャルイベント）

### ドラマ
- 女検察官アナベス・チェイス（2005–2007）
- 堕ちた弁護士 -ニック・フォーリン-（2001–2004）
- Joan of Arcadia（2003–2005）
- ラスベガス（2003–2008）
- サンフランシスコの空の下（1994-2000）
- マスターズ・オブ・セックス（2013–2016）
- レイ・ドノヴァン ザ・フィクサー（2013–2020）
- インセキュア（2016年–現在）

### リアリティ
- Shark Tank（2014–現在）
- ザ・ゴングショー（2017–2018）